# FC Emmenbrücke
FC Emmenbrücke is een Zwitserse voetbalclub uit Emmen. Emmenbrücke speelt in de 2. Liga Interregional.
- Virtual International Authority File: 1802145856885122920056